# 巴拉苏布拉马尼安·希亚姆
巴拉苏布拉马尼安·希亚姆（英語：Balasubramanian Shyam，1973年4月27日—），簡稱B·希亚姆（B Shyam）印度外交官，曾任印度驻冰岛大使、印度驻日本大阪-神户总领事等職務。

## 經歷
巴拉苏布拉马尼安·希亚姆生於1973年4月27日。他擁有分子生物學與生物技術碩士學位，並作爲科學家在印度農業研究理事會從事芥菜、大米和芭蕉抗病轉基因技術研究工作。
2000年，希亞姆加入印度外事服務部。他最初被派駐埃及開羅，擔任三等秘書語言受訓生，在開羅美國大學接受阿拉伯語培訓。隨後，他擔任二等秘書，負責媒體事務，並兼任開羅毛拉纳·阿乍德印度文化中心（Maulana Azad Centre for Indian Culture）主任。返回外交部總部後，他在2005年至2007年間曾先後擔任伊朗和阿富汗事務副處長，以及巴基斯坦事務副處長，瞭解了印-伊關係和印-巴關係。之後，他被派往斯里蘭卡科倫坡，在2007年至2010年間擔任政治一等秘書，隨後在2010年至2013年間被派駐孟加拉國達卡，擔任商務參贊，負責促進兩國之間的貿易關係。2013年返回新德里總部後，擔任巴基斯坦事務副司長至2015年。
2015年至2018年在仰光擔任印度駐緬甸使團副團長。2018年8月1日至2021年7月，任印度駐大阪-神戶總領事。
2021年5月31日，希亞姆被任命爲下一任印度駐冰島大使。2021年7月31日就任印度駐冰島大使。8月17日，向冰島總統古德尼·約翰內森遞交國書。2024年離任。

## 個人生活
與妻子拉姆婭·希亚姆（Ramya Shyam）育有一子一女。